# 卡罗尼亚
卡罗尼亚（義大利語：Caronia），是意大利西西里大区墨西拿廣域市的一个市镇。总面积226平方公里，人口3463人，人口密度15.3人/平方公里（2009年）。ISTAT代码为083011。